# Xiangfeng (häradshuvudort i Kina, Hubei Sheng, lat 29,51, long 109,40)
Xiangfeng (kinesiska: 翔凤) är en häradshuvudort i Kina. Den ligger i provinsen Hubei, i den centrala delen av landet, omkring 480 kilometer väster om provinshuvudstaden Wuhan. Antalet invånare är 242 870. Befolkningen består av 120 255 kvinnor och 122 615 män. Barn under 15 år utgör 20,0 %, vuxna 15-64 år 69 %, och äldre över 65 år 9,0 %.
Runt Xiangfeng är det ganska tätbefolkat, med 144 invånare per kvadratkilometer. Närmaste större samhälle är Min'an, 6,3 km sydost om Xiangfeng. Trakten runt Xiangfeng består till största delen av jordbruksmark.
Genomsnittlig årsnederbörd är 1 681 millimeter. Den regnigaste månaden är maj, med i genomsnitt 292 mm nederbörd, och den torraste är december, med 20 mm nederbörd.